# SN 2011hw
SN 2011hw – supernowa typu IIn odkryta 18 listopada 2011 roku w galaktyce A222614+3412. W momencie odkrycia miała maksymalną jasność 15,70m.